# 馬場風雲 (電視劇)
《馬場風雲》（英語：Race-Course Fever）是香港亞洲電視拍攝製作的時裝劇集，全劇共20集，監製陳太源。劇集播出後幾個月，無綫電視同時段播放類似題材的電視劇《馬場大亨》。

## 演員表

### 馬家
| 演員   | 角色   | 暱稱/關係 |
| 譚炳文 | 馬 波  | 評馬人 馬少珍之丈夫 馬成功之父 於第16集被沈天龍手下推下樓梯而受傷昏迷 於第20集甦醒                                                                 |
| 鮑起靜 | 馬少珍 | 馬波之妻 馬成功之母 馬偉豪、馬冠軍之姊 |
| 連偉健 | 馬偉豪 | 評馬人 馬少珍之弟 張美珠之丈夫 馬冠軍之兄 |
| 盧希萊 | 張美珠 | 馬偉豪之妻子 |
| 張家輝 | 馬冠軍 | 馬少珍、馬偉豪之弟 馬成功之舅父，後反目，最後和好 沈嘉慧之男友 萬玉前男友 沈天龍旗下騎師 於第20集意外墮馬，導致半身不遂                            |
| 莫家堯 | 馬成功 | 馬波、馬少珍之子 馬冠軍之外甥 曾喜歡萬玉 沈思慧男友（第20集） 黃英傑之旗下騎師 米路易之前旗下騎師 於第16集起與雷剛、黃英傑、馬友等人合作對付沈天龍 |

### 沈家
| 演員   | 角色   | 暱稱/關係 |
| 楊 群  | 沈天龍 | 大馬八屆冠軍練馬師 沈思慧之父 沈嘉慧之養父 雷剛、米路易之敵人 於第2集派人用車撞傷萬世昌 於第5~6集槍傷雷剛 於第16集派人打傷馬波 於第20集被雷剛手下槍殺身亡 |
| 施綺蓮 | 沈嘉慧 | Joyce 沈家大小姐 沈天龍之養女 馬冠軍女友 萬玉之情敵 劉國倫前女友 於第19集被雷剛手下殺害                                                                   |
| 李小蕙 | 沈思慧 | 沈家二小姐 沈天龍之女，後反目 馬成功女友（第20集） |

### 萬家
| 演員     | 角色   | 暱稱/關係                                                                                    |
| 司馬華龍 | 萬世昌 | 馬會董事 萬玉之父 於第2集被沈天龍派人用車撞傷，第6集離世                                     |
| 蔡曉儀   | 萬 玉  | 萬世昌之女 沈天龍之契女，後反目 馬冠軍前女友，後反目，最後和好 馬成功之暗戀對象 沈嘉慧之情敵 |

### 其他重要角色
| 演員     | 角色   | 暱稱/關係 |
| 方 剛    | 雷 剛  | 剛哥 五連冠練馬師 沈天龍之天敵 於第5-6集殺害沈天龍不遂，反被沈天龍槍傷 於第6集離港 於第16集回港 於第20集槍殺沈天龍 於第20集因心臟衰竭而身亡 |
| 林祖輝   | 霍東尼 | Tony 五屆冠軍騎師 雷剛旗下騎師 於第5集墜馬並被後面的馬踐踏身亡 （客串）                                                                     |
| 黃允財   | 黃英傑 | 練馬師 |
| 潘志文   | 張展霖 | 綠草原騎師訓練學校教官 馬波之好友 於第5集墜馬並被後面的馬踐踏，導致下半身癱瘓                                                               |
| 徐二牛   | 米路易 | 新加坡練馬師 協助雷剛對付沈天龍 |
| 煒 烈    | 劉國倫 | 沈天龍旗下騎師 沈嘉慧前男友 於第15集因毒馬事件而被補                                                                                        |
| 張 錚    | 蔡 翁  | 馬友 雷剛之好友 於第18集被沈天龍手下毆打至重傷，第19集身亡                                                                                  |
| 歐陽耀麟 | 李玉森 | |

### 其他演員
- 馮　國 飾 阿　武（沈天龍手下；於第20集被沈天龍槍殺身亡）
- 關偉倫 飾 阿　偉（雷剛手下；於第19集被沈天龍手下槍殺身亡）
- 吳曼麗
- 韋家雄
- 嘉　俊
- 顏瑞春
- 劉　準
- 余文炳
- 陳　東
- 陳秋彤
- 林澤群
- 梁詠斯
- 陳嘉偉
- 曹孝忠
- 黃振輝
- 梁錦燊
- 譚少英
- 仲　煒
- 石中玉
- 李楊春
- 凌腓力
- 陳劍雲
- 曾贊安
- 邱展鵬
- 周兆麟
- 曾瑋明
- 曾守明